# Sąd ziemiański
Sąd ziemiański – sąd zawsze gotowy kolegialny pierwszej instancji I Rzeczypospolitej powołany ustawą Sejmu Czteroletniego oblatowaną  10 stycznia 1792 roku, powstały z połączenia sądów ziemskich, grodzkich i podkomorskich. Sądy ziemiańskie zlikwidowała konfederacja targowicka, otwierając na nowo sądy ziemski i grodzki a potem konfederackie.
Powoływany w określonych ustawą powiatach i ziemiach Korony, w Wielkim Księstwie Litewskim w miejscu określonych prawem obrad sejmików ziemskich. Każdy sąd ziemiański składał się z 10 sędziów, wybieranych co 4 lata na sejmikach deputackich. Sąd posiadał własnego pisarza, wybieranego na lat 7, wybieranego instygatora oraz wybieranych 2 woźnych. Każdy sąd ziemiański posiadał też pisarza aktowego, wybieranego na sejmikach deputackich.
Sąd czynny był w 3 kadencjach. Spuścizna aktowa sądów ziemiańskich nawiązuje do sądów ziemskich, ale odróżnia ją dokonywanie wpisów tylko w języku polskim.